# 藤原隆房
藤原 隆房（ふじわら の たかふさ）は、平安時代末期から鎌倉時代初期にかけての公卿。藤原北家善勝寺流の出身で藤原隆季の長男。母は藤原忠隆の娘。正二位・権大納言。四条隆房、冷泉隆房とも。

## 経歴
保元3年（1158年）に従五位下に叙爵。以後加賀国・因幡国の国司や右近衛中将・左近衛中将・蔵人頭などを歴任し、元暦元年（1184年）に従三位に叙せられる。文治5年（1189年）に権中納言、正治元年（1199年）に中納言・正二位、元久元年（1204年）には権大納言に至る。建永元年（1206年）に出家し引退。法名は寂恵。

## 人物
平清盛の娘を正室とした関係から平家一門と親しく、平家没落の後も建礼門院を庇護した。その一方で後白河法皇の院近臣としても名高く、平家の衰退と関わりなく政治上の発言権を保ち続けた。
政界遊泳に長けていたばかりでなく、歌人としても存在感を発揮し、『千載集』に入選している他、近年では『朗詠百首』の作者にも擬せられている。日記として『安元御賀日記』を書き遺しており、また『平家物語』における小督局との恋愛譚もよく知られている。
子孫は羽林家の一つ四条家として繁栄し、現代に至るまで続いている。

## 系譜
- 父：藤原隆季
- 母：藤原忠隆の娘（藤原北家道隆流出身）
- 正室：平清盛の娘
  - 長男：四条隆衡（1172-1254）
  - 次男：四条隆宗（1182-1229）
  - 三男：四条隆重
- 妻：後鳥羽院女房右衛門佐
  - 四男：四条隆仲（1183-1245）
- 妻：高階泰経の娘
  - 男子：四条季房
- 妻：葉室光雅の娘
  - 男子：隆弁（1208-1283）
- 生母不明
  - 男子：四条隆憲
  - 女子：松殿師家室
  - 女子：臧子 - 洞院実雄室
  - 女子：藤原基範室